# Macrostemum gigapunctatus
Macrostemum gigapunctatus är en nattsländeart som beskrevs av Li och Tian 1990. Macrostemum gigapunctatus ingår i släktet Macrostemum och familjen ryssjenattsländor. Inga underarter finns listade i Catalogue of Life.